# Spinosomatidia tuberipennis
Spinosomatidia tuberipennis là một loài bọ cánh cứng trong họ Cerambycidae.